# 龍口
龍口（たつのくち）は神奈川県藤沢市片瀬南東部にある小字、龍ノ口とも表す。古くは相模国鎌倉郡津村に所属していたが、安永2年（1773年）に片瀬村へ編入された。なお片瀬村は昭和22年（1947年）に藤沢市へ編入され、以降龍口は藤沢市片瀬の字（現在は片瀬3丁目など）となっている。江ノ島電鉄江ノ島駅、湘南モノレール湘南江の島駅に近い。

## 地名の由来
龍口という地名はこの地に残る五頭竜伝承にちなんでつけられたという。この伝承は、かつて悪事の限りを働いていた五頭竜が江の島の女神（弁財天）に惚れ、改心し山に姿をかえて津村・腰越村の守護神となったというものであり、伝承によるとちょうど龍口のあたりが五頭竜の頭部にあたるため、「龍口」という名前がつけられたという。
この五頭竜の詳細については江島縁起及び五頭竜伝承に詳しい。

## 歴史

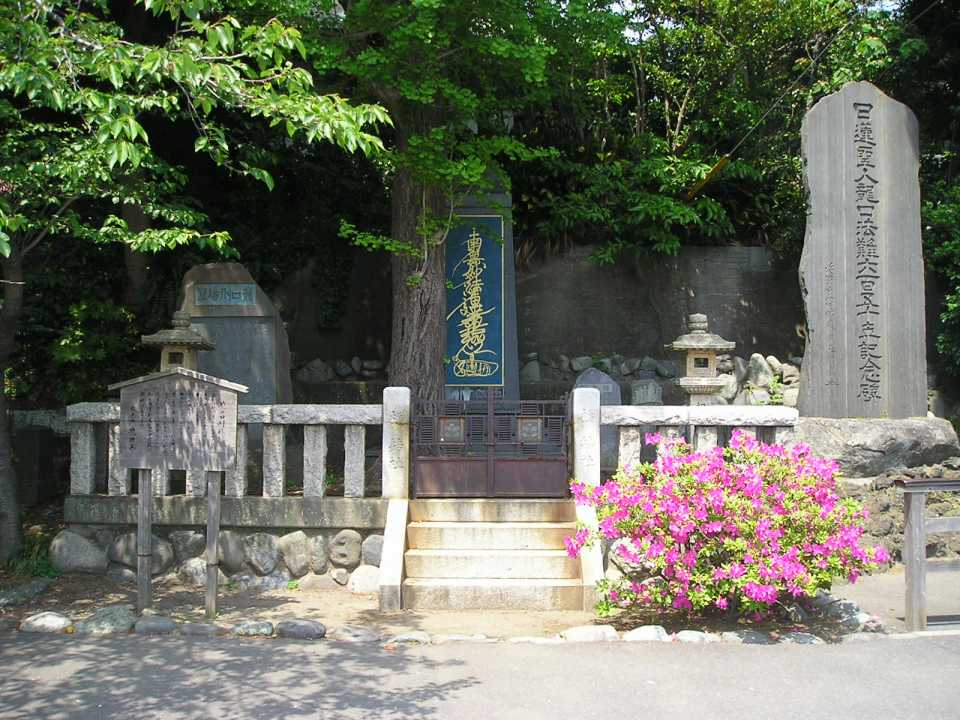
龍口刑場跡

龍口は鎌倉時代後期ごろより刑場として史書に登場する。特に文永8年（1271年）9月12日に日蓮が処刑寸前に助命される事件（龍ノ口法難、処刑直前に江ノ島方より光の玉がでてくるという奇跡が起き助かったという伝承が残っている）は有名。ほかにも元の使者杜世忠や、中先代の乱を起こした北条時行もこの地で処刑された記録が残る。
なお、鎌倉時代初期から中期には龍口周辺の片瀬や腰越で処刑や首実検が行われた記録が残っているが、龍口の刑場がこれら周辺での処刑とは別に設けられた物なのか、史書の表記揺れでいずれも龍口を指すものなのかはよくわかっていない。
江戸時代に入るとこの地は江ノ島・鎌倉への玄関口として数多くの巡礼者や観光客でにぎわうようになった。そして龍口寺の周辺は門前町として様々な店が立ち並び、盛況を誇ったと伝わる。
なお龍口の地については江戸時代初期からたびたび周辺の津村・腰越村・片瀬村の間で境界論争が行われたが、安永2年（1773年）に片瀬村へ所属する事が定まった。

## 主な史跡
龍口寺
龍口刑場跡。龍ノ口法難、龍口寺輪番八ヶ寺も参照。
常立寺
かつて刑死者の遺骸が葬られていた寺。杜世忠ら元使5名もここに眠る。
本蓮寺
奈良時代の建立と伝わる古寺。
旧龍口明神社跡
龍口明神社は津村の鎮守、昭和53年(1978年)に神社が移転したため今は廃社となっている。なおこの神社跡の住所は津1番地であり、鎌倉市の飛び地である。
旧江ノ島道
鎌倉街道（現神奈川県道21号横浜鎌倉線）小袋谷から分岐する江ノ島への参詣道。